# Le Sphinx des glaces
Le Sphinx des glaces est un roman fantastique de Jules Verne, publié en 1897.
Cette œuvre se présente comme une suite au roman d'Edgar Allan Poe – auquel il est dédié –, Les Aventures d'Arthur Gordon Pym, publié en 1838. Alors que le texte de Poe offre une fin fantastique, voire mystique, Jules Verne donne une explication d'ordre rationnel à la fin du récit.

## Historique

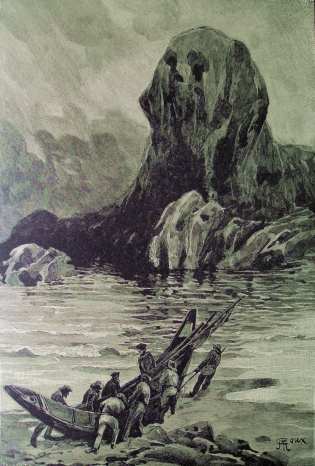
Illustration originale de George Roux pour le roman.

Le roman paraît d'abord en feuilleton dans le Magasin d'éducation et de récréation du 1er janvier au 15 décembre 1897, puis en gr. in-8° (In octavo), dès le 22 novembre de la même année chez Hetzel.

## Résumé
1re Partie : En 1839, l’Américain Jeorling, minéralogiste, de passage aux îles Kerguelen, cherche à retourner dans son Connecticut natal. L'occasion se présente avec l'arrivée sur les îles Kerguelen de la goélette l'Halbrane. Il rencontre Len Guy, le capitaine de la goélette. Après un premier refus assez mystérieux, celui-ci accepte finalement de l’avancer jusqu'à l'île Tristan d’Acunha, sans expliquer les raisons de son revirement. Le départ a lieu le 15 août 1839.
Une fois à bord, le capitaine explique à Jeorling ce qui lui a fait changer d'avis : en tant que natif du Connecticut, Jeorling pourrait connaître la famille d'Arthur Gordon Pym, personnage du roman d’Edgar Allan Poe Les Aventures d'Arthur Gordon Pym, également originaire de cet État. Le capitaine est convaincu que ce roman n'est pas une fiction, ce qui est une preuve de la folie du capitaine aux yeux de Jeorling. Le capitaine avoue même avoir retrouvé une bouteille contenant un message laissé par le capitaine de la Jane (navire évoqué dans le livre de Poe) sur les îles Kerguelen. Il explique ensuite vouloir secourir les rescapés de la Jane.
Quelques jours avant d’arriver sur l’île Tristan d’Acunha, l’Halbrane croise un bloc de glace à la dérive. Sur celui-ci, un cadavre. Le capitaine Len Guy reconnaît alors Patterson, le second de la Jane. Sur lui, on retrouve un carnet qui confirme son identité et son histoire. Plus de doute pour Jeorling, l'histoire est vraie. Le capitaine de la Jane, William Guy, n'est rien d'autre que le frère de Len Guy.
L'Halbrane accoste l’île Tristan d’Acunha le 6 septembre. Une conversation avec le gouverneur des îles confirme l'existence du Jane et de son équipage. Le 8 septembre, la goélette fait voile vers les îles Falkland. Sur la route, Jeorling décide de continuer l'aventure sur l'Halbrane et de participer au sauvetage de l'équipage du Jane, ce que le capitaine accepte.
Le navire arrive aux îles Falkland le 16 octobre. Il y reste le temps de le mettre en état pour les mers arctiques, d'embarquer des vivres pour deux ans et de recruter des marins, dont un certain Hunt. L'Halbrane repart le 27 octobre.
L'expédition s'arrêtera successivement sur l'île de Géorgie du Sud, les Îles Sandwich du Sud, puis les Îles Orcades du Sud, afin de retrouver d'éventuels indices ou survivants.
L'Halbrane subit ensuite une tempête, au cours de laquelle Hunt se jette à la mer pour secourir un marin tombé à l’eau : Martin Holt. Après cet épisode, le comportement de Hunt demeure extrêmement étrange.
(À partir de maintenant, les lieux énoncés dans le roman deviennent imaginaires.)
La goélette arrive ensuite au niveau de la banquise polaire le 19 décembre, qu'elle parvient à traverser pour atteindre une mer libre.
Le navire arrive le 21 décembre au large de l’îlot Bennet, qu'a accosté le Jane pendant son périple. L'équipage y découvre un bout de bois mentionné par Edgar Poe dans son roman, ainsi qu'une planche de bois qui aurait appartenu au Jane. 
L'expédition arrive à l'île de Tsalal le 24 décembre.
Dans l’île de Tsalal, aucun arbre ni rivière comme décrit dans le livre, mais chaos et désolation. Jeorling imagine alors un tremblement de terre pour justifier ce changement radical. On y retrouve le collier du chien de Pym.
2e partie :  Le capitaine Len Guy, désolé de ne pas trouver de survivants, décide de faire demi-tour avant que la saison hivernale arrive. On découvre que Hunt n’est autre que Dirk Peters. Le 26 décembre, le ton monte : les engagés veulent rentrer. Jeorling promet deux-mille dollars par degré de latitude gagné.
Un énorme iceberg, bloqué par un haut-fond, bascule et soulève dans les airs l’Halbrane. On décide de la vider de sa cargaison. Sous le dégel, la glace se rompt et la goélette coule dans l'eau gelée. Un autre iceberg vient les libérer en les heurtant.
Suivant la dérive de l’iceberg, ils accostent sur une terre. Treize mutins s’emparent de l’unique canot restant. Demeurés sur terre, les neuf autres découvrent une embarcation où se trouvent William Guy et trois autres matelots de la Jane : retrouvailles entre les deux frères. Le 21 février, départ en canot.
En s’éloignant du pôle Sud, ils découvrent un massif en forme de sphinx. Tout objet métallique est alors violemment arraché. Arrivés au pied de celui-ci, ils découvrent le corps de Pym mort, plaqué par son arme le long de la façade du Sphinx ; Dirk Peters en meurt de chagrin.
Le 21 février, ils repartent et, le 6 avril, un navire américain, le Tasman les récupère.

## Suite
En 2016, le journaliste et romancier français Richard Gaitet publie L'Aimant – roman magnétique d'aventures maritimes (éditions Intervalles), qui se présente comme une suite contemporaine du Sphinx des glaces.

## Personnages
- Jeorling, minéralogiste d'origine américaine, narrateur du roman. Esprit cartésien qui va découvrir peu à peu que le roman de Poe est une réalité.
- Len Guy, capitaine de l'Halbrane, 45 ans. Physionomie non pas dure, mais impassible. Taciturne et introverti. Frère de William Guy.
- Hurliguerly, natif de l'île de Wight, 44 ans, bosseman de l'Halbrane. « La poitrine large à contenir deux paires de poumons – et je me demandai s'il ne les possédait pas, tant il dépensait d'air dans l'acte de la respiration. »[43]
- Jem West, 32 ans, second de l' Halbrane. Marin dans l'âme, tout nerfs et tout muscles. Il parle peu, mais « si l'Halbrane avait un cœur, c'était dans la poitrine de Jem West qu'il battait »[44].
- Fenimore Atkins, aubergiste à Port-Christmas dans l'archipel des Kerguelen, originaire de la même région que Joerling, patron du Cormoran Vert.
- Betsey Atkins, épouse de Fenimore Atkins. « Vaillante matrone », elle lui a donné dix fils.
- Martin Holt, maître-voilier à bord de l' Halbrane.
- Hardie, maître-calfat.
- Rogers, matelot anglais.
- Drap, matelot anglais.
- Francis, matelot anglais.
- Gratian, matelot anglais.
- Burry, matelot anglais.
- Stern, matelot anglais. Tous membres de l'équipage de l'Halbrane.
- Endicott, cuisinier de l'Halbrane, natif de la côte d'Afrique, une trentaine d'années.
- Patterson[45], 40 ans environ, second de la Jane.
- William Guy[45], commandant de la Jane, frère de Len Guy, brave homme très ouvert.
- Glass[45], ex-caporal de l'artillerie anglaise, régnant sur Tristan d'Acunha.
- Hearne, marin américain, 44 ans, originaire de Glasgow. Recruté aux Falklands. Maître de pêche. Audace farouche.
- Hunt, 44 ans, homme de petite taille, superacuité du regard de ses petits yeux, bouche presque sans lèvres fendue d'une oreille à l'autre. Alias Dirk Peters[46].
- Allen[45], matelot de la Jane.
- Parker[45]. Verne en fait le frère de Martin Holt, Ned Holt. Il fut dévoré par les survivants du Grampus.
- Trinkle, marin rescapé de la Jane.
- Roberts, marin rescapé de la Jane.
- Covin, marin rescapé de la Jane.
- Forbes, marin de la Jane, mort après la fuite de l'île Tsalal.
- Lexton, marin de la Jane. Il subit le même sort.
- Arthur Gordon Pym, personnage principal du roman d'Edgar Poe. Chez Verne, son corps est retrouvé crucifié sur la terre du Sphinx.
- Tigre, chien d'Arthur Gordon Pym. Devenu enragé.

## Navires
- L' Halbrane, goélette anglaise. Navire de commerce.
- Le Paracuta, canot où sont retrouvés les survivants de la Jane.
- Le Tasman, trois-mâts américain de Charleston, recueille les douze rescapés de l'incroyable voyage.
- La Jane et Le Grampus, navires déjà présents dans Les Aventures d'Arthur Gordon Pym.